# Histoire de la Dordogne
Cet article résume l'histoire de la Dordogne.
La Dordogne est un département français de la région Nouvelle-Aquitaine qui doit son nom au fleuve du même nom.

## Paléolithique
- Entre 100 000 ans et 43 000 ans av. J.-C.

Premiers peuplements avérés en Périgord par l'Homme de Néandertal (sites de La Ferrassie, Le Moustier, Le Regourdou).
- Vers 35 000 ans av. J.-C.

Disparition progressive de l'Homme de Néandertal remplacé par l'Homme de Cro-Magnon.
- Vers 17 000 ans av. J.-C.

L'Homme de Cro-Magnon occupe tout le Périgord (sites de Laugerie-Haute, Laugerie-Basse, Lascaux).
- Vers 10 000 ans av. J.-C.

Les changements climatiques provoquent la disparition en Périgord du bouquetin, cheval, mammouth, renne et rhinocéros laineux.

## Néolithique et Protohistoire
- XXIIIe siècle av. J.-C.

Diffusion de la culture campaniforme depuis les Charentes.
- Du XIIIe siècle au VIIe siècle av. J.-C.

Invasion progressive de Proto-Celtes, les Ibères (culture des champs d'urnes et rites d'incinération) et des Celtes de Gaule.
- De -725 à -450

Premier Âge du fer lié à la présence de minerai de fer dans le nord de la région (Champs-Romain). Rites d'inhumation.

## Antiquité
- Vers -60

Les Romains créent le vignoble de Bergerac.
- -52

Les Pétrocores (le peuple celte peuplant les vallées de l'Isle, de la Vézère et de l'Auvézère principalement) envoient à Vercingétorix environ 5 000 guerriers pour l'aider à affronter les légions romaines de Jules César.
Le peuple Pétrocorien : Les Pétrocoriens (Petrocorii) étaient un peuple gaulois situé dans l'actuel département de la Dordogne, en France, et plus précisément entre la Dordogne et la Vézère. Leur capitale était Vesonna (Périgueux). La ville de Périgueux ainsi que l'ancienne province du Périgord tirent leur nom de ce peuple qui en Gaulois signifie les quatre armées, de petru- « quatre » et corii « l'armée ». 
Le nom de Pétrocoriens désigne de nos jours les habitants de Périgueux (également nommés Périgourdins).
« 
Prends garde, fier Pétrocorien,

Réfléchis avant de prendre les armes,

Car, si tu es battu,

César te fera couper les mains ! »
- de -39 à 38

Révolte contre les romains en Aquitaine.
- -27

Auguste ordonne la réorganisation de la Gaule maintenant sous domination romaine. Le futur Périgord fait partie intégrante de la Province aquitaine.
- -16

Fondation de Vesunna (Vésone), future Périgueux.

## Moyen Âge
Les Wisigoths occupent le Sud-Ouest de la France et perpétuent les structures romaines. Leur départ relance la christianisation de la région au cours des VIe et VIIIe siècles.
Le Périgord se structure sous la forme d'un comté carolingien, dont la dynastie subsiste jusqu'au XIVe siècle. De nombreux conflits émaillent cette période, en particulier les raids normands du Xe siècle, qui entraînent l'apparition des premières fortifications de pierre qui se multiplient aux siècles suivants. L'architecture romane se développe à la même période. En 1152, le mariage d'Aliénor d'Aquitaine entraîne son vassal périgourdin dans l'orbite des Plantagenêts.
En 1360, le Périgord passe sous souveraineté anglaise par le traité de Brétigny. Lors de la guerre de Cent Ans, le Périgord sert de frontière, de base d'opérations, et devient un ilot de résistance. Villes et châteaux deviennent possession française ou anglaise, en fonction des victoires ou des défaites.

## Époque moderne
Le protestantisme apparaît dans la vallée de la Dordogne dans les années 1530.
À la mort de Jeanne d'Albret, en 1572, son fils Henri de Bourbon, hérite du royaume de Navarre et du comté de Périgord. En 1584, Henri de Navarre, n'ayant pas d'argent pour doter sa sœur, Catherine de Bourbon, il lui donne, à valoir sur ses droits maternels et paternels, à titre de partage provisionnel, le duché d'Albret, le comté d'Armagnac, le comté de Périgord, la vicomté de Limoges avec « la jouissance seulement de différentes terres de la succession de leurs père et mère, avec la clause prohibitive de pouvoir couper aucune futaie sans sa permission et de nommer aux offices dé judicature ni aux bénéfices ». Ce partage a été confirmé par les lettres patentes du 23 octobre 1590. Après l'assassinat du roi Henri III en 1589, il devient roi de France. Il s'oppose d'abord à l'entrée de son domaine personnel et du royaume de Navarre dans le domaine de la Couronne. Les guerres de Religion ont été la cause de grandes dépenses lui ayant laissé des dettes importantes gagées sur ses domaines particuliers. L'édit de Moulins pris par le roi Charles IX en 1566 a confirmé que le domaine de la Couronne était inaliénable. Une loi fondamentale de la monarchie imposait que le patrimoine des princes qui montaient sur le trône soit réuni de plein droit à la couronne. En vertu de ce principe, dans un arrêt du 29 juillet 1591, le parlement de Paris s'est opposé à enregistrer les lettres patentes données le 13 avril 1590 par Henri IV de séparation de son patrimoine personnel des biens de l'État. Il a donné de nouvelles lettres en 1597 qui ont rencontré la même opposition. Pour régler les dettes que le roi avait contractées, le conseil de Navarre avait conseillé au roi de vendre les « châtellenies, seigneuries, terres, juridictions, rentes » dépendant de la vicomté de Limoges et du comté de Périgord. Le 19 avril 1597, il donne au seigneur de Lardimalie, gouverneur de son comté de Périgord, « de vendre telles parties de ce comté qu'autres parties de son domaine et particulièrement le pariage de Saint-Front ». Devant l'opposition du parlement de Paris, ces ventes n'ont commencé qu'en 1599, mais devant se faire dans le comté de Périgord et la vicomté de Limoges, il a demandé l'autorisation à sa sœur en lui promettant de la dédommager par des revenus à prendre sur les terres de Navarre. Depuis le 30 janvier 1599, Catherine de Bourdon était mariée à Henri II de Lorraine, duc de Bar. Catherine de Bourbon donne son accord à son frère par un pouvoir acté le 23 septembre 1590. Les ventes s'effectuent entre 1600 et 1606, mais avec la possibilité de rachat perpétuel. Catherine de Bourbon meurt en 1604. En juillet 1607 est pris l'édit de réunion du comté de Périgord au domaine de la Couronne.

## Révolution et Empire
De 1791 à 1793, les neuf districts (Nontron, Excideuil, Montignac, Sarlat, Belvès, Bergerac, Montpon, Ribérac et Perigueux) du département de la Dordogne fournirent huit bataillons de volontaires nationaux :
- 4e bataillon de volontaires de la Dordogne.

## Histoire duXIXesiècle
Dans le village de Hautefaye (au nord-ouest du département), le 16 août 1870, un jeune noble, Alain de Monéys, fut supplicié pendant deux heures par une foule de trois à huit cents personnes. Accusé d'être un espion prussien et d'avoir crié « Vive la République ! » (alors que le Second Empire était en guerre contre la Prusse), il a été molesté puis brûlé sur la place du foirail du village. Quatre des prévenus ont été condamnés à la guillotine et exécutés le 6 février 1871 sur cette même place.
Les travaux à propos de ce drame sont nombreux, mais nous retiendrons ici le travail d'Alain Corbin, historien spécialiste du XIXe siècle, qui a mené une réflexion novatrice (sur le plan méthodologique mais également épistémologique) en ce qui concerne ce massacre. Travaillant sur l'imaginaire des paysans, sur l'évolution des sensibilités face à l'horreur, mais aussi sur l'importance de la rumeur en tant que vecteur d'informations, il réussit à se plonger dans un monde de perceptions, de sentiments, de sensibilités qui lui sont étrangers. De plus, c'est au travers du regard paysan (des « dominés ») qu'Alain Corbin observe les évènements de Hautefaye, sans toutefois tomber dans la subjectivité. Plus qu'une simple énonciation des faits qui se sont déroulés le 16 août 1870, l'ouvrage donne des pistes explicatives quant au massacre du jeune noble Alain de Monéys, massacre qui résulte notamment de l'angoisse des acteurs du drame. Cette inquiétude provenant notamment du contexte contemporain aux faits mais aussi de certains « fantômes » du passé.

## Époque contemporaine
En 1939 et 1940, la Dordogne accueille environ 80 000 Alsaciens et 6 000 Mosellans.
À partir de l'armistice de juin 1940, le département est divisé en deux : la zone occupée à l'ouest et la zone libre à l'est ; la ligne de démarcation passait approximativement par La Rochebeaucourt, Mareuil, Gout-Rossignol, Cherval, Verteillac, Bertric-Burée, Ribérac, Montpon-Ménestérol, Saint-Martin-de-Gurson, Carsac-de-Gurson, Villefranche-de-Lonchat, Montpeyroux et Lamothe-Montravel,. À la suite du débarquement anglo-américain effectué le 8 novembre 1942 en Algérie et au Maroc, les Allemands envahissent la zone libre le 11 novembre et s'installent à Périgueux et Saint-Astier.
Du 26 mars au 19 avril 1944, le département fut terrorisé par la Division B, commandée par le général Walter Brehmer, destinée au « nettoyage », à la répression et à l’anéantissement des maquisards de la Dordogne et du Limousin. La 2e division SS Das Reich, sous le commandement de Heinz Lammerding, apparaît en Dordogne, commettant exactions, exécutions et tentant de mettre en échec la résistance dans leur remontée, à la suite du débarquement de Normandie. Cette unité sera responsable du massacre de Tulle puis du massacre d'Oradour-sur-Glane.
Le 24 août 1944 a lieu à Périgueux le défilé de libération auquel participe, notamment Yves Péron, Édouard Valéry, et Roger Ranoux dit Hercule avec de nombreux autres résistants. Périgueux s'était libérée sans qu'un seul coup de feu n'ait été tiré. Mais deux jours avant la libération de la ville, 45 prisonniers extraits des geôles du quartier Daumesnil étaient fusillés par les Allemands.
À la fin de la Seconde Guerre mondiale, les FFI du département comptaient 23 957 membres.